# Vladislav al III-lea
Vladislav al III-lea (? – 1525?) (nepotul lui Vladislav al II-lea al Țării Românești) a fost de trei ori domnitor în Țara Românească, în aprilie - noiembrie 1523, iunie - septembrie 1524 și aprilie - august 1525.